# Mary River nationalpark
Mary River National Park är en nationalpark i Australien.   Den ligger i delstaten Northern Territory, i den norra delen av landet, 3 100 km nordväst om huvudstaden Canberra. Mary River National Park ligger 10 meter över havet.
Terrängen runt Mary River nationalpark är platt. Det finns inga samhällen i närheten.